# Йессен, Бёрге
Бёрге Кристиан Ессен (Джессен), Børge Christian Jessen (19 июня 1907 - 20 марта 1993) - датский математик, известный исследованиями в области анализа, в частности, по дзета-функции Римана, и в геометрии, в частности, по третьей проблеме Гильберта.

## Биография
Йессен родился 19 июня 1907 года в Копенгагене в семье Ханса Ессена и Кристин Ессен (урожденная Ларсен). Он посещал санскр, гимназию Йоргенса, где преподавал венгерский математик Юлиус Пал в течение его первого года обучения. В 1925 году Джессен окончил гимназию и поступил в Копенгагенский университет. Во время учебы в университете он познакомился с Харальдом Бором, тогда ведущий датский математик. Начиная с 1928 года Бор и Йессен активно сотрудничали во многих исследованиях, вплоть до смерти Бора в 1951 году.
После получения степени магистра весной 1929 года Йессен уехал за границу. При поддержке Фонда Карлсберга он провел осень 1929 года в Сегедском университете, где познакомился с Фриджесом Риссом, Альфредом Хааром и Липотом Фейером.   Зимний семестр 1929–1930 годов он провел  в Гёттингенском университете, где слушал лекции Дэвида Гильберта и Эдмунда Ландау, работая над своей докторской диссертацией. 1 мая 1930 г. Ессен защитил диссертацию в Копенгагене. Позже он адаптировал эту диссертацию в статью, которая была опубликована в Acta Mathematica в 1934 году. В том же году он был назначен доцентом Королевского ветеринарного и сельскохозяйственного университета в Дании.
В 1931 году Джессен женился на Эллен Педерсен (1903–1979), канд. mag. по математике и дочь Педера Олуфа Педерсена. Джессен продолжал часто путешествовать в начале 1930-х, посетив Париж, Кембридж, Англия, Институт перспективных исследований, Йельский и Гарвардский университеты в Америке.

## Карьера
Джессен был профессором начертательной геометрии в Техническом университете Дании с 1935 по 1942 год, когда он вернулся в Копенгагенский университет, где он был профессором с 1942 по 1977 год, до выхода на пенсию. Так же был президентом Фонда Карлсберга в 1955-1963 гг.  и одним из основателей Института Ганса Христиана Эрстеда, секретарём временного исполнительного комитета Международного математического союза (1950–1952), а в сентябре 1951 года официально объявил об основании Союза с его первым местом нахождения в Копенгагене. Он также был активным членом Датского математического общества. После его смерти общество назвало награду в его честь (Børge Jessen Diploma Award).